# Tollense
Tollense (phát âm tiếng Đức: [tɔˈlɛnzə], từ Slav dolenica "đất thấp, (phẳng) thung lũng" ) là một con sông ở Mecklenburg - Vorpommern ở phía đông bắc nước Đức, nhánh bên phải của Peene. Dòng sông bắt đầu khi dòng chảy của hồ Tollense (Tollensesee) ở Neubrandenburg. Số tiền là 68   dài km và đổ vào sông Peene ở Demmin. Các con sông là một phần của cao nguyên hồ Mecklenburg, với một trong những khu vực lớn nhất của vây và khoảng một nghìn hồ, còn sót lại từ Kỷ băng hà.

## Di tích chiến trận ở Tollense
Xác người từ thời đại đồ đồng đã được tìm thấy ở thung lũng Tollense (Tollensetal) từ năm 1997 và được khai quật từ năm 2007. Hàng ngàn mảnh xương đa phần thuộc về con người đã được phát hiện cùng với bằng chứng rõ ràng hơn về những cuộc chiến; ước tính hiện tại cho thấy khoảng 4.000 chiến binh đã tham gia vào trận chiến ở đây vào khoảng năm 1250 trước Công nguyên. Những phát hiện này là có thể do sự bảo quản của đầm lầy kiềm mặt đất, thực tế là Tollense chưa bao giờ thực sự thay đổi đường đi của mình. Vì mật độ dân số lúc đó là khoảng 5 người trên một km vuông, đây sẽ là trận chiến quan trọng nhất trong thời đại đồ đồng Đức chưa được phát hiện. Hơn nữa, thung lũng Tollense cho đến nay là địa điểm chiến đấu được khai quật lớn nhất ở thời đại này ở bất cứ đâu trên thế giới. Những cuộc điều tra kỹ hơn ở di tích này diễn ra từ năm 2010 đến 2015. Quy mô rộng lớn của trận chiến cho thấy có những trận chiến có tổ chức xảy ra ở thời kỳ đồ đồng ở Bắc Âu với các chiến binh và công nhân được đào tạo cung cấp thức ăn cho các chiến binh, cho phép các chiến binh huấn luyện toàn thời gian. Không có hồ sơ bằng văn bản nói bất cứ điều gì về trận chiến này. Nhưng có một cuộc khủng hoảng kéo dài hơn nữa về phía nam, với các Dân tộc Biển tấn công Ai Cập vào năm 1200 và 1150 trước Công nguyên. Sự phá hủy thành Troia VI đầu tiên và sau đó là Troy VIIa xảy ra trong khoảng thời gian này, mặc dù Troy VI được cho là đã bị phá hủy bởi một trận động đất.

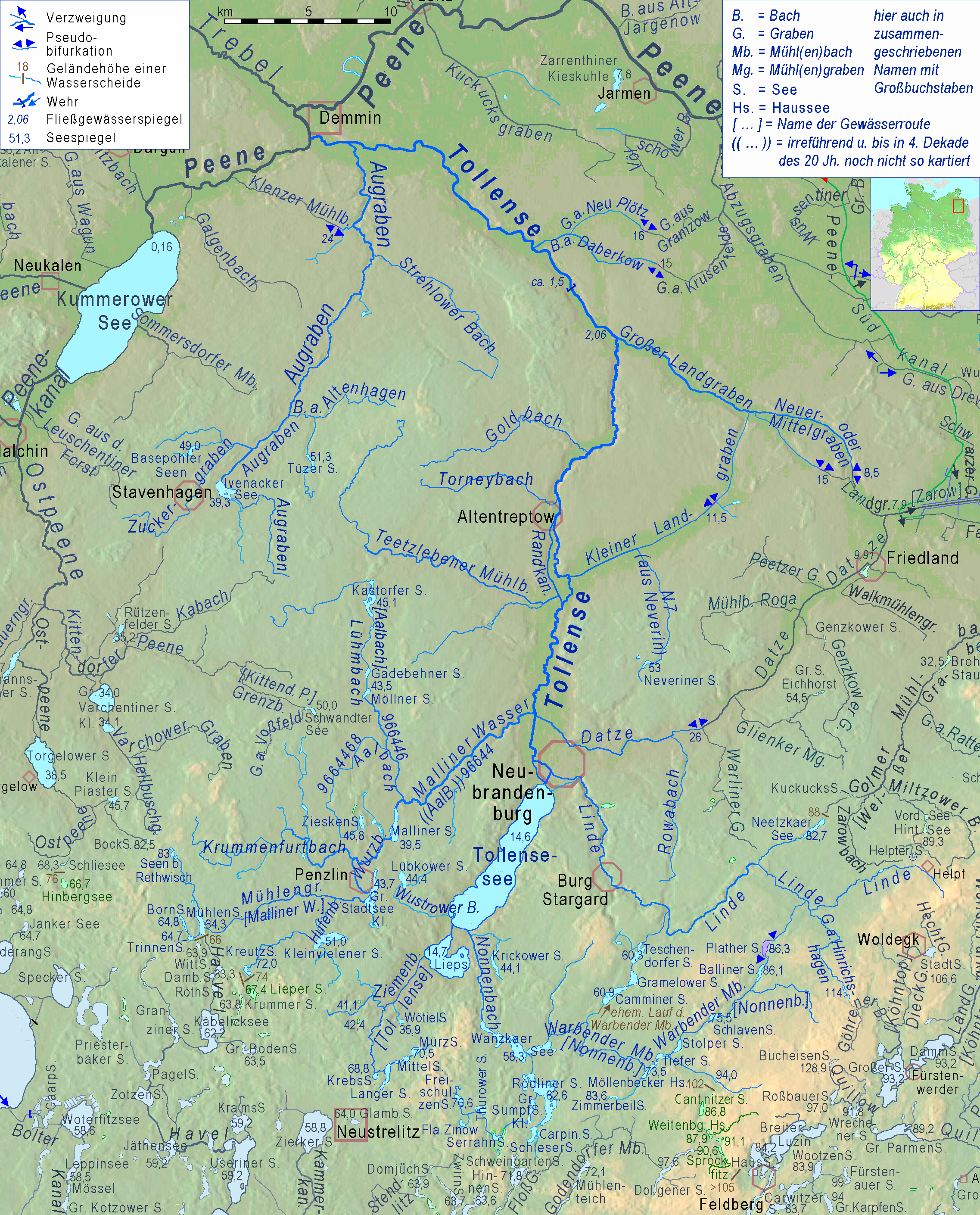
Sông Tollense và các nhánh của nó (màu xanh lam)